# Felix von Damnitz
Bogislaw Friedrich Felix von Damnitz (* 26. Oktober 1847 in Quanzendorf, Kreis Nimptsch, Provinz Schlesien; † 11. September 1926 in Eisdorf, Landkreis Striegau, Provinz Niederschlesien) war ein preußischer General der Kavallerie und Pferdezüchter.

## Leben
Felix war ein Sohn des Regierungsrates Karl Heinrich Ludwig von Damnitz (1822–1903) und dessen Ehefrau Antonie Friederike Clementine, geborene von Poser und Groß-Naedlitz (1825–1896). Er war Gutsbesitzer auf Eisdorf, Fehebeutel und Häslicht im Landkreis Striegau.
Ab ca. 1866 diente er im Oldenburgischen Dragoner-Regiment Nr. 19, war als Fähnrich im Deutschen Krieg und wurde verwundet. Er nahm auch an der Schlacht bei Königgrätz teil und erhielt für die damit erworbenen Verdienste das Erinnerungskreuz verliehen.
1898 erfolgte die Ernennung zum Inspekteur der Remonte-Inspektion im Kriegsministerium. In dieser Funktion kaufte er Zug- und Reitpferde für die Feldartillerie an und erarbeitete sich so umfassende Kenntnisse zu Pferden. Am 27. Januar 1908 erhielt Damnitz den Charakter als General der Kavallerie.
Er nahm an Zuchtausstellungen teil, war Mitglied einer Landwirtschaftlichen Kreiskommission, Vorsitzender einer Prämierungskommission für Stutfohlen und hatte als solcher Einfluss auf die Pferdezüchter im Kreis Striegau, Schlesien. Felix von Damnitz kaufte und verkaufte auch Pferde.
1911 veröffentlichte er ein Buch zu Armeepferden, welches inhaltlich mehrfach aufgegriffen wurde.
Damnitz war seit 1868 mit Friederike Auguste Charlotte Theodore Beseke (1848–1937) verheiratet und sie hatten einen gemeinsamen Sohn.

## Schriften
- Der Alkohol der Zerstörer des menschlichen Glückes. Göschen, Leipzig 1902.
- Das Armeepferd und die Versorgung der modernen Heere mit Pferden. Göschen, Leipzig 1911.

## Weblink
- Angaben zu Felix von Damnitz beim Deutschen Bundesarchiv